# Košarka na OI 1964.
Košarka na Olimpijskim igrama u Tokiju 1964. godine uključivala je natjecanja u samo u muškoj konkurenciji.

## Osvajači odličja
|       | Zlato | Srebro | Bronca |
| Muški | SAD Jim Barnes William Warren Bradley Lawrence Harvey Brown Joe Louis Caldwell Mel Grant Counts Richard Allen Davies Walter Hazzard Lucious Brown Jackson John Paul McCaffrey Jeffry Vincent Mullins Jerry Franklin Shipp George Wilson | SSSR Valdis Muizhniex Nikolay Bagley Armenak Alachachian Alexandr Travin Viacheslav Khrynin Yan Krumin Levan Moseshvili Yury Korneev Alexandr Petrov Gennady Volnov Yaak Lipso Yuris Kalninsh | Brazil Amaury Antonio Pasos Wlamir Marques Ubiratan Pereira Maciel Carlos Domingos Massoni Friedrich Wilhem Braun Carmo De Souza Jatyr Eduardo Schall Edson Bispo Dos Santos Antonio Salvador Sucar Victor Mirshawka Sergio De Toledo Machado Jose Edvar Simoes |

Za reprezentaciju Jugoslavije nastupili su ovi hrvatski igrači: Josip Đerđa, Nemanja Đurić, Zvonko Petričević i Dragan Kovačić.